# Sri Lanka tại Thế vận hội
Sri Lanka lần đầu tham gia Thế vận hội vào năm 1948, và đã gửi các đoàn thể thao đến toàn bộ các kỳ Thế vận hội Mùa hè kể từ đó, trừ kỳ năm 1976. Sri Lanka chưa từng dự Thế vận hội Mùa đông.
Các vận động viên (VĐV) Sri Lanka đã giành được hai huy chương bạc Thế vận hội, đều đến từ điền kinh.
Ủy ban Olympic Quốc gia Sri Lanka được thành lập năm 1937 và được công nhận bởi Ủy ban Olympic Quốc tế vào cùng năm. Tại Thế vận hội, Sri Lanka từng mang tên gọi Tích Lan (tiếng Anh: "Ceylon"; mã quốc gia là "CEY") cho tới năm 1972.
Parami Wasanthi Maristela giành tấm huy chương Thế vận hội Trẻ đầu tiên cho Sri Lanka, tấm huy chương đồng nội dung chạy vượt chướng ngại vật 2000 mét nữ tại Thế vận hội Trẻ Mùa hè 2018.

## Bảng huy chương

### Thế vận hội Mùa hè
| Thế vận hội           | VĐV          | Vàng | Bạc | Đồng | Tổng số | Xếp thứ |
| Luân Đôn 1948         | 7            | 0    | 1   | 0    | 1       | 28      |
| Helsinki 1952         | 5            | 0    | 0   | 0    | 0       | –       |
| Melbourne 1956        | 3            | 0    | 0   | 0    | 0       | –       |
| Roma 1960             | 5            | 0    | 0   | 0    | 0       | –       |
| Tokyo 1964            | 6            | 0    | 0   | 0    | 0       | –       |
| Thành phố México 1968 | 3            | 0    | 0   | 0    | 0       | –       |
| München 1972          | 4            | 0    | 0   | 0    | 0       | –       |
| Moskva 1980           | 4            | 0    | 0   | 0    | 0       | –       |
| Los Angeles 1984      | 4            | 0    | 0   | 0    | 0       | –       |
| Seoul 1988            | 6            | 0    | 0   | 0    | 0       | –       |
| Barcelona 1992        | 11           | 0    | 0   | 0    | 0       | –       |
| Atlanta 1996          | 9            | 0    | 0   | 0    | 0       | –       |
| Sydney 2000           | 18           | 0    | 1   | 0    | 1       | 64      |
| Athens 2004           | 8            | 0    | 0   | 0    | 0       | –       |
| Bắc Kinh 2008         | 8            | 0    | 0   | 0    | 0       | –       |
| Luân Đôn 2012         | 7            | 0    | 0   | 0    | 0       | –       |
| Rio de Janeiro 2016   | 9            | 0    | 0   | 0    | 0       | –       |
| Tokyo 2020            | 9            | 0    | 0   | 0    | 0       | –       |
| Paris 2024            | chưa diễn ra |      |     |      |         |         |
| Los Angeles 2028      | chưa diễn ra |      |     |      |         |         |
| Tổng số               | Tổng số      | 0    | 2   | 0    | 2       | 121     |

### Huy chương theo môn
| Môn                | Vàng | Bạc | Đồng | Tổng số |
| ------------------ | ---- | --- | ---- | ------- |
| Điền kinh          | 0    | 2   | 0    | 2       |
| Tổng số (1 đơn vị) | 0    | 2   | 0    | 2       |

## Danh sách VĐV giành huy chương
| Huy chương | Tên VĐV               | Thế vận hội   | Môn thi đấu | Nội dung             |
| ---------- | --------------------- | ------------- | ----------- | -------------------- |
| Bạc        | Duncan White          | Luân Đôn 1948 | Điền kinh   | Vượt rào 400 mét nam |
| Bạc        | Susanthika Jayasinghe | Sydney 2000   | Điền kinh   | 200 mét nữ           |